# Bondskanselier van Zwitserland
De Bondskanselier (Duits: Bundeskanzler, Frans: Chancelier fédéral, Italiaans: Cancelliere della Confederazione) is het hoofd van de federale bondskanselarij van Zwitserland, de staf van de zevenkoppige Bondsraad. De bondskanselier is noch lid van de Bondsraad noch regeringsleider; laatstgenoemde functie wordt uitgeoefend door de gezamenlijke Bondsraad.
Voor de stichting van de Bondsstaat in 1848 bestond reeds een soortgelijke functie. Tijdens een Tagsatzung (federale vergadering) in 1803 werd een Eidgenössischer Kanzler (Eedgenootschappelijk kanselier) gekozen, bijgestaan door een Eidgenössischer Staatsschreiber (Eedgenootschappelijk schrijver). In 1848 werden dit respectievelijk de bondskanselier en de staatssecretaris. Sinds 1862 werd de staatssecretaris vicekanselier genoemd. In 1896 werd er nog een tweede vicekanselier aan toegevoegd.
Het bondskanselierschap is een permanent ambt, er is geen limiet aan verbonden.

## Verkiezing
De bondskanselier wordt gekozen door de Bundesversammlung (de gezamenlijke zitting van de Nationale Raad en de Kantonsraad).
De twee vicekanseliers worden op dezelfde wijze gekozen als de bondskanselier.

## Taken van de bondskanselier
Het bondskanselierschap is een grotendeels technocratisch en administratief ambt. De bondskanselier en de bondskanselarij zijn ook verantwoordelijk voor de publicaties van de federale wetten.

## Eidgenössischen Kanzlers
| Jaren     | persoon                       | geboren/ gestorven | kanton |
| --------- | ----------------------------- | ------------------ | ------ |
| 1830-1847 | Karl Nikolaus von Flüe AmRhyn | 1800-1849          | Luzern |
| 1803-1830 | Jean-Marc Mousson             | 1776-1861          | Vaud   |

## Bondskanseliers

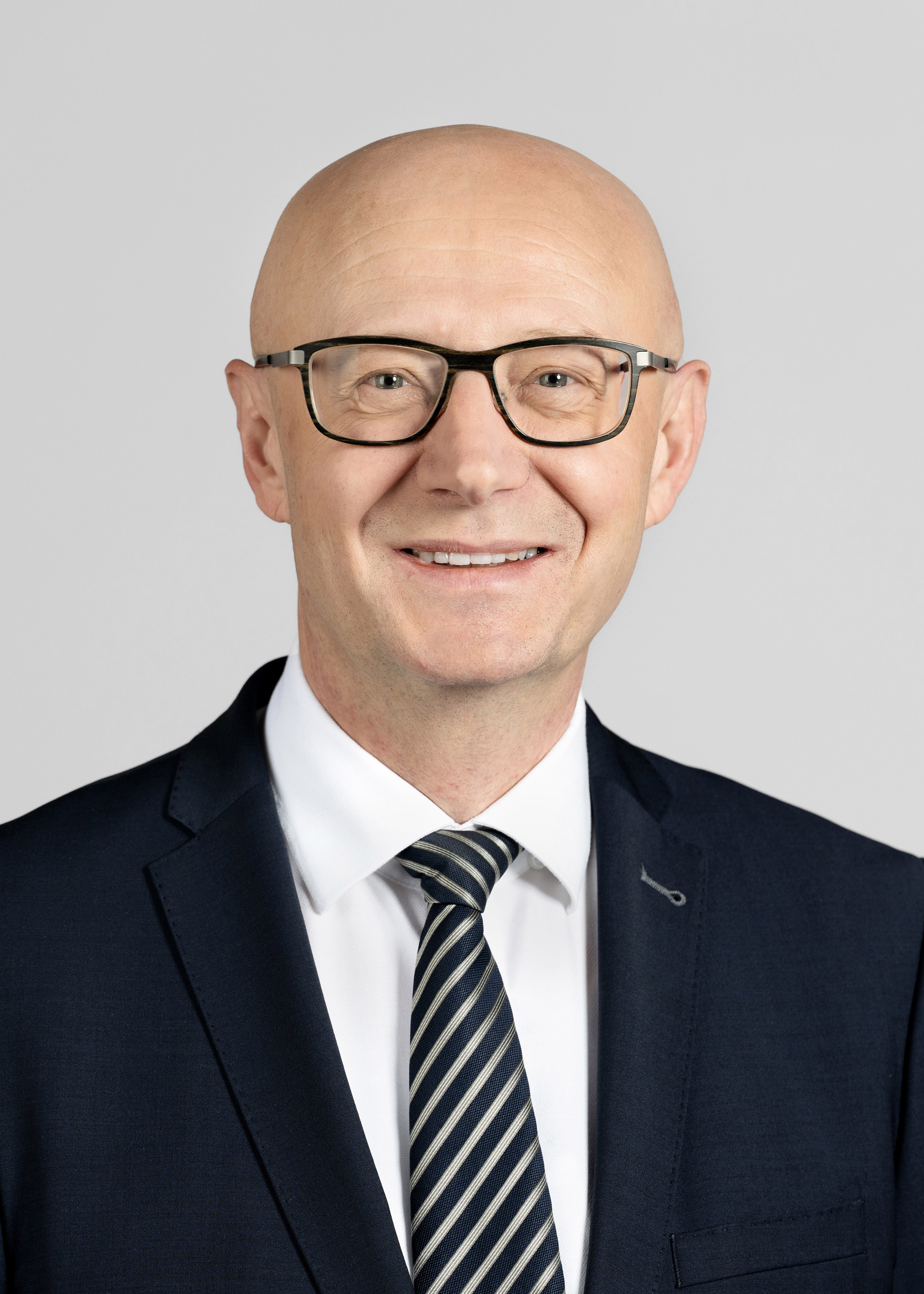
Viktor Rossi

| Jaren     | persoon               | geboren/ gestorven | partij     | kanton                 |
| --------- | --------------------- | ------------------ | ---------- | ---------------------- |
| 2024-     | Viktor Rossi          | 1968-              | GLP/PVL    | Bern                   |
| 2016-2023 | Walter Thurnherr      | 1963-              | CVP/PDC    | Aargau                 |
| 2008-2015 | Corina Casanova       | 1956-              | CVP/PDC    | Graubünden             |
| 2000-2007 | Annemarie Huber-Hotz  | 1948-2019          | FDP/PRD    | Zug                    |
| 1991-1999 | François Couchepin    | 1935-2023          | FDP/PRD    | Valais                 |
| 1981-1991 | Walter Buser          | 1926-2019          | SPS/PSS    | Basel-Landschaft       |
| 1968-1981 | Karl Huber            | 1915-2002          | CVP/PDC    | St. Gallen             |
| 1951-1967 | Charles Oser          | 1902-1994          | FDP/PRD    | Bazel-Stad             |
| 1944-1951 | Oskar Leimgruber      | 1886-1976          | KCSVP/PCCS | Fribourg               |
| 1934-1943 | George Bovet          | 1874-1946          | FDP/PRD    | Neuchâtel              |
| 1925-1934 | Robert Käslin         | 1871-1934          | FDP/PRD    | Nidwalden              |
| 1919-1925 | Adolf von Steiger     | 1859-1929          | FDP/PRD    | Bern                   |
| 1910-1918 | Hans Schatzmann       | 1848-1923          | FDP/PRD    | Aargau                 |
| 1882-1909 | Gottlieb Ringier      | 1837-1929          |            | Aargau                 |
| 1848-1881 | Johann Ulrich Schiess | 1813-1883          |            | Appenzell Ausserrhoden |